# Бріджит Дуе
Бріджит Дуе (нар. 24 лютого 1947 р., Париж) - французький політик і член Європейського Парламенту на північному заході Франції. Вона є членом Соціалістичної партії, яка входить до складу Партії європейських соціалістів, і є членом Комітету з питань бюджетів Європейського Парламенту.

## Кар'єра
- Бакалаврат з класичної філології (1968)
- Закінчення Інституту політичних досліджень.
- Вчителька (1971)
- Журналіст (1974-1977)
- Прес-секрет П'єра Моруа, який займав посаду міського голови Лілль (1977-1981)
- Прес-аташе прем'єр-міністра П'єра Моруа (1981-1984)
- Прес-аташе та парламентський аташе в офісі державного секретаря з питань державної служби (1984-1986)
- Відповідальна за зовнішні відносини в Комісії Національного плану (1986–1988)
- Відповідальна за зв'язки з громадськістю, регіон Nord-Pas-de-Calais (1988–1993)
- Відповідальна за зв'язки з громадськістю, регіон Lille Grand Palais (1993-1997)
- Директор з комунікацій, Фонд Жана-Жореса (2003–2004)
- Член міської ради Камбре (2001-2004)
- Член обласної ради Норд-Па-де-Кале (з 2004 р.)
- Член Національної Асамблеї Норда (1997–2002) [4]
- Голова національної комісії з боротьби з підробками (1997–2002)
- Член Європейського Парламенту (2004-2009) [5].